# Nephrolepis undulata
Nephrolepis undulata là một loài dương xỉ trong họ Nephrolepidaceae. Loài này được Afzel. ex Sw. J. Sm. mô tả khoa học đầu tiên năm 1846.